# Општина Акајукан (Веракруз)
Акајукан (шп. Acayucan) општина је у Мексику у савезној држави Веракруз. Општина се налази на надморској висини од 92 м.

## Становништво
Према подацима из 2010. у општини је живело 83817 становника.

### Хронологија
| Година       | 2000                  | 2005                  | 2010                  |
| ------------ | --------------------- | --------------------- | --------------------- |
| Становништво | 78243 (37807 / 40436) | 79459 (37893 / 41566) | 83817 (40242 / 43575) |

### Попис
| \| \| м \| \| \| ж \| \| 0—2 \| 2.270 \| \| \| 2.185 \| \| 3—5 \| 2.310 \| \| \| 2.257 \| \| 6—11 \| 4.896 \| \| \| 4.718 \| \| 12—14 \| 2.554 \| \| \| 2.453 \| \| 15—17 \| 2.701 \| \| \| 2.712 \| \| 18—24 \| 5.082 \| \| \| 5.560 \| \| 60+ \| 3.713 \| \| \| 4.100 \| \| Просек : \| 28,9 \| \| \| 30,1 \| |       |  |  |       |
| |       |  |  |       |
| | м     |  |  | ж     |
| 0—2 | 2.270 |  |  | 2.185 |
| 3—5 | 2.310 |  |  | 2.257 |
| 6—11 | 4.896 |  |  | 4.718 |
| 12—14 | 2.554 |  |  | 2.453 |
| 15—17 | 2.701 |  |  | 2.712 |
| 18—24 | 5.082 |  |  | 5.560 |
| 60+ | 3.713 |  |  | 4.100 |
| Просек : | 28,9  |  |  | 30,1  |

| #   | Индикатор                                                                                        | Вредност |
| --- | ------------------------------------------------------------------------------------------------ | -------- |
| 1   | Становништво од 0 до 2 године                                                                    | 4455     |
| 2   | Мушко становништво од 0 до 2 године                                                              | 2270     |
| 3   | Женско становништво од 0 до 2 године                                                             | 2185     |
| 4   | Становништво са 3 и више година                                                                  | 78674    |
| 5   | Мушко становништво са 3 и више година                                                            | 37628    |
| 6   | Женско становништво са 3 и више година                                                           | 41046    |
| 7   | Становништво са 5 и више година                                                                  | 75614    |
| 8   | Мушко становништво са 5 и више година                                                            | 36120    |
| 9   | Женско становништво са 5 и више година                                                           | 39494    |
| 10  | Становништво са 12 и више година                                                                 | 64493    |
| 11  | Мушко становништво са 12 и више година                                                           | 30422    |
| 12  | Женско становништво са 12 и више година                                                          | 34071    |
| 13  | Становништво са 15 и више година                                                                 | 59486    |
| 14  | Мушко становништво са 15 и више година                                                           | 27868    |
| 15  | Женско становништво са 15 и више година                                                          | 31618    |
| 16  | Становништво са 18 и више година                                                                 | 54073    |
| 17  | Мушко становништво са 18 и више година                                                           | 25167    |
| 18  | Женско становништво са 18 и више година                                                          | 28906    |
| 19  | Становништво од 3 до 5 година                                                                    | 4567     |
| 20  | Мушко становништво од 3 до 5 година                                                              | 2310     |
| 21  | Женско становништво од 3 до 5 година                                                             | 2257     |
| 22  | Становништво од 6 до 11 година                                                                   | 9614     |
| 23  | Мушко становништво од 6 до 11 година                                                             | 4896     |
| 24  | Женско становништво од 6 до 11 година                                                            | 4718     |
| 25  | Становништво од 8 до 14 година                                                                   | 11484    |
| 26  | Мушко становништво од 8 до 14 година                                                             | 5828     |
| 27  | Женско становништво од 8 до 14 година                                                            | 5656     |
| 28  | Становништво од 12 до 14 година                                                                  | 5007     |
| 29  | Мушко становништво од 12 до 14 година                                                            | 2554     |
| 30  | Женско становништво од 12 до 14 година                                                           | 2453     |
| 31  | Становништво од 15 до 17 година                                                                  | 5413     |
| 32  | Мушко становништво од 15 до 17 година                                                            | 2701     |
| 33  | Женско становништво од 15 до 17 година                                                           | 2712     |
| 34  | Становништво од 18 до 24 године                                                                  | 10642    |
| 35  | Мушко становништво од 18 до 24 године                                                            | 5082     |
| 36  | Женско становништво од 18 до 24 године                                                           | 5560     |
| 37  | Женско становништво од 15 до 49 година                                                           | 23774    |
| 38  | Становништво са 60 и више година                                                                 | 7813     |
| 39  | Мушко становништво са 60 и више година                                                           | 3713     |
| 40  | Женско становништво са 60 и више година                                                          | 4100     |
| 41  | Однос између мушкараца и жена                                                                    | 92.35    |
| 42  | Становништво од нуле до 14 година                                                                | 23643    |
| 43  | Становништво од 15 до 64 године                                                                  | 54038    |
| 44  | Становништво од 65 година и више                                                                 | 5448     |
| 45  | Просечан број деце                                                                               | 2.35     |
| 46  | Становништво рођено у ентитету                                                                   | 76675    |
| 47  | Мушко становништво рођено у ентитету                                                             | 36796    |
| 48  | Женско становништво рођено у ентитету                                                            | 39879    |
| 49  | Становништво рођено у другом ентитету                                                            | 6135     |
| 50  | Мушко становништво рођено у другом ентитету                                                      | 2936     |
| 51  | Женско становништво рођено у другом ентитету                                                     | 3199     |
| 52  | Становништво од 5 година и више резидентно у ентитету у јуну 2005. године                        | 72521    |
| 53  | Мушко становништво старосног доба од 5 година и више, резидентно у ентитету у јуну 2005. године  | 34374    |
| 54  | Женско становништво старосног доба од 5 и више година, резидентно у ентитету у јуну 2005. године | 38147    |
| 55  | Становништво од 5 година и више које је живело у другом ентитету у јуну 2005. године             | 2392     |
| 56  | Мушко становништво старије од 5 година које је живело у другом ентитету у јуну 2005. године      | 1303     |
| 57  | Женско становништво старије од 5 година које је живело у другом ентитету у јуну 2005. године     | 1089     |
| 58  | Становништво од 3 године и више које говори аутохтони језик                                      | 3971     |
| 59  | Мушко становништво старо 3 године и више које говори аутохтони језик                             | 1947     |
| 60  | Женско становништво старо 3 године и више које говори аутохтони језик                            | 2024     |
| 61  | Становништво од 3 године и више које говори аутохтони језик и не говори шпански језик            | 10       |
| 62  | Мушко становништво старо 3 године и више које говори аутохтони језик и не говори шпански         | 2        |
| 63  | Женско становништво старо 3 године и више које говори аутохтони језик и не говори шпански језик  | 8        |
| 64  | Становништво старо 3 године и више које говори аутохтони језик и шпански                         | 3790     |
| 65  | Мушко становништво старо 3 године и више које говори аутохтони језик и шпански                   | 1865     |
| 66  | Женско становништво старо 3 године и више које говори аутохтони језик и шпански                  | 1925     |
| 67  | Становништво од 5 година и више које говори аутохтони језик                                      | 3920     |
| 68  | Становништво од 5 година и више које говори аутохтони језик и не говори шпански језик            | 10       |
| 69  | Становништво од 5 година и више које говори аутохтони језик и говори шпански језик               | 3742     |
| 70  | Становништво у домородачким домаћинствима                                                        | 7382     |
| 71  | Становништво са ограничењима у активностима                                                      | 2898     |
| 72  | Становништво са ограниченим ходањем или кретањем, горе или доле                                  | 1517     |
| 73  | Становници са ограничењима вида, чак и уз кориштење сочива                                       | 819      |
| 74  | Становништво са ограничењима говора, комуникације или конверзације                               | 355      |
| 75  | Становништво са ограниченим слухом                                                               | 395      |
| 76  | Становништво са ограничењима при одевању, купању или јелу                                        | 201      |
| 77  | Становништво са ограничењима у опажању или учењу једноставних ствари                             | 183      |
| 78  | Становништво са менталним ограничењима                                                           | 321      |
| 79  | Становништво без ограничења активности                                                           | 79891    |
| 80  | Становништво од 3 до 5 година које не похађа школу                                               | 2213     |
| 81  | Мушко становништво од 3 до 5 година које не похађа школу                                         | 1077     |
| 82  | Женско становништво од 3 до 5 година које не похађа школу                                        | 1136     |
| 83  | Становништво од 6 до 11 година које не похађа школу                                              | 455      |
| 84  | Мушко становништво од 6 до 11 година које не похађа школу                                        | 231      |
| 85  | Женско становништво од 6 до 11 година које не похађа школу                                       | 224      |
| 86  | Становништво од 12 до 14 година које не похађа школу                                             | 475      |
| 87  | Мушко становништво од 12 до 14 година које не похађа школу                                       | 230      |
| 88  | Женско становништво од 12 до 14 година које не похађа школу                                      | 245      |
| 89  | Становништво од 15 до 17 година похађа школу                                                     | 3958     |
| 90  | Мушко становништво од 15 до 17 година похађа школу                                               | 2012     |
| 91  | Женско становништво између 15 и 17 година живота у школи                                         | 1946     |
| 92  | Становништво од 18 до 24 године похађа школу                                                     | 2952     |
| 93  | Мушко становништво од 18 до 24 године похађа школу                                               | 1503     |
| 94  | Женско становништво од 18 до 24 године похађа школу                                              | 1449     |
| 95  | Становништво од 8 до 14 година које не може да чита и пише                                       | 663      |
| 96  | Мушко становништво старосног доба од 8 до 14 година које не може да чита и пише                  | 358      |
| 97  | Женско становништво старосног доби од 8 до 14 година које не може да чита и пише                 | 305      |
| 98  | Становништво од 15 година и више које је неписмено                                               | 8091     |
| 99  | Мушко становништво од 15 година и више које је неписмено                                         | 2741     |
| 100 | Женско становништво од 15 година и више које је неписмено                                        | 5350     |
| 101 | Становништво старо 15 и више година без школовања                                                | 7559     |
| 102 | Мушко становништво старо 15 и више година без школовања                                          | 2661     |
| 103 | Женско становништво старо 15 и више година без школовања                                         | 4898     |
| 104 | Становништво старосног доба 15 и више година са непотпуним основним образовањем                  | 10612    |
| 105 | Мушко становништво старосног доба од 15 година и више са непотпуном основним образовањем         | 5053     |
| 106 | Женско становништво старосног доба 15 и више година са непотпуном основним образовањем           | 5559     |
| 107 | Становништво старо 15 и више година са комплетним основним образовањем                           | 8964     |
| 108 | Мушко становништво старо 15 година и више са комплетним основним образовањем                     | 4075     |
| 109 | Женско становништво старо 15 и више година са комплетним основним образовањем                    | 4889     |
| 110 | Становништво старосног доба 15 и више година са непотпуним средњим образовањем                   | 3113     |
| 111 | Мушко становништво старосног доба од 15 година и више са непотпуним средњим образовањем          | 1630     |
| 112 | Женско становништво старосног доба од 15 година и више са непотпуним средњим образовањем         | 1483     |
| 113 | Становништво старо 15 и више година са пуним секундарном образовањем                             | 9598     |
| 114 | Мушко становништво старосног доба од 15 година и више са пуним секундарном образовањем           | 4826     |
| 115 | Женско становништво старосног доба од 15 година и више са пуним секундарном образовањем          | 4772     |
| 116 | Становништво старије од 18 година са постосновним образовањем                                    | 17388    |
| 117 | Мушко становништво старије од 18 година са постосновним образовањем                              | 8610     |
| 118 | Женско становништво старије од 18 година са постосновним образовањем                             | 8778     |
| 119 | Просечна оцена школовања                                                                         | 7.55     |
| 120 | Просечан ниво образовања мушке популације                                                        | 7.91     |
| 121 | Просечан ниво образовања женског становништва                                                    | 7.24     |
| 122 | Економски активно становништво                                                                   | 31655    |
| 123 | Економски активна мушка популација                                                               | 22443    |
| 124 | Економски активна женска популација                                                              | 9212     |
| 125 | Становништво које није економски активно                                                         | 32547    |
| 126 | Мушко становништво које није економски активно                                                   | 7801     |
| 127 | Женско становништво које није економски активно                                                  | 24746    |
| 128 | Запослено становништво                                                                           | 30429    |
| 129 | Запослено мушко становништво                                                                     | 21431    |
| 130 | Запослено женско становништво                                                                    | 8998     |
| 131 | Незапослена популација                                                                           | 1226     |
| 132 | Незапослена мушка популација                                                                     | 1012     |
| 133 | Незапослена женска популација                                                                    | 214      |
| 134 | Становништво без права на здравствене услуге                                                     | 39629    |
| 135 | Становништво које има право на здравствене услуге                                                | 43389    |
| 136 | Становништво које има право на ИМСС                                                              | 16432    |
| 137 | Становништво које има право на социјално осигурање                                               | 3668     |
| 138 | Становништво које има право на државно социјално осигурање                                       | 84       |
| 139 | Становништво које има право на опште осигурање или здравствено осигурање за нову генерацију      | 20138    |
| 140 | Становништво које је било једном или није било у браку током 12 година и више                    | 21990    |
| 141 | Венчано или уједињено становништво од 12 година и више                                           | 35472    |
| 142 | Становништво које је било у браку или уједињено 12 година и више                                 | 6919     |
| 143 | Становништво са католичком религијом                                                             | 58389    |
| 144 | Протестанти, еванђелисти и библијски следбеници различити од еванђелиста                         | 14394    |
| 145 | Становништво са другим религијама различитим од претходних                                       | 15       |
| 146 | Становништво без религије                                                                        | 9986     |
| 147 | Укупно пописаних домаћинства                                                                     | 21440    |
| 148 | Пописна домаћинства на челу са мушкарцима                                                        | 15023    |
| 149 | Пописна домаћинства на челу са женама                                                            | 6417     |
| 150 | Становништво у пописним домаћинствима                                                            | 82641    |
| 151 | Становништво у пописним домаћинствима на челу са мушкарцима                                      | 60793    |
| 152 | Становништво у пописним домаћинствима на челу са женама                                          | 21848    |
| 153 | Укупно домаћинстава                                                                              | 25620    |
| 154 | Укупно насељених домаћинстава                                                                    | 21668    |
| 155 | Укупно приватних кућа                                                                            | 25392    |
| 156 | Насељени приватни домови                                                                         | 21440    |
| 157 | Укупно насељених приватних кућа                                                                  | 21663    |
| 158 | Ненасељене приватне куће                                                                         | 2911     |
| 159 | Појединачна домаћинства за привремену употребу                                                   | 1041     |
| 160 | Становници у насељеним приватним кућама                                                          | 82641    |
| 161 | Насељеност станара у приватним становима                                                         | 3.85     |
| 162 | Просечно становника по соби у приватним насељеним домаћинствима                                  | 1.22     |
| 163 | Појединачна домаћинства са подовима од различитих материјала од земље                            | 18711    |
| 164 | Појединачна домаћинства у приземљу                                                               | 2648     |
| 165 | Појединачна домаћинства са једном спаваћом собом                                                 | 9671     |
| 166 | Појединачна домаћинства са две спаваће собе и више                                               | 11703    |
| 167 | Појединачна домаћинства са једним собом                                                          | 3813     |
| 168 | Појединачна домаћинства са две собе                                                              | 4001     |
| 169 | Појединачна домаћинства са 3 собе и више                                                         | 13539    |
| 170 | Појединачна домаћинства која имају електрично светло                                             | 20470    |
| 171 | Појединачна домаћинства која немају електрично светло                                            | 912      |
| 172 | Појединачна домаћинства која имају водоводну воду у стамбеном простору                           | 16314    |
| 173 | Појединачна домаћинства која немају водоводну воду у стамбеном простору                          | 5053     |
| 174 | Појединачна домаћинства која имају тоалет                                                        | 20445    |
| 175 | Појединачна домаћинства која имају канализацију                                                  | 19704    |
| 176 | Појединачна домаћинства која немају канализацију                                                 | 1647     |
| 177 | Појединачна домаћинства која имају електрично светло, довод воде из јавне мреже и канализацију   | 15408    |
| 178 | Појединачна домаћинства без икаквих услова                                                       | 1371     |
| 179 | Појединачна домаћинства која имају радио                                                         | 14250    |
| 180 | Појединачна домаћинства која имају телевизор                                                     | 18233    |
| 181 | Појединачна домаћинства која имају фрижидер                                                      | 15960    |
| 182 | Појединачна домаћинства која имају машину за веш                                                 | 11002    |
| 183 | Појединачна домаћинства која имају аутомобил или комби                                           | 4486     |
| 184 | Појединачна домаћинства која имају рачунар                                                       | 3590     |
| 185 | Појединачна домаћинства која имају фиксну телефонску линију                                      | 6085     |
| 186 | Појединачна домаћинства која имају мобилни телефон                                               | 11479    |
| 187 | Појединачна домаћинства која имају приступ интернету                                             | 2311     |